# Nana Alexandria
Nana Giorgis asuli Aleksandria (Georgiano: ნანა გიორგის ასული ალექსანდრია, Ruso: На́на Гео́ргиевна Алекса́ндрия; Poti, RRS de Georgia, Unión Soviética; 13 de octubre de 1949) es una Gran Maestra de ajedrez georgiana. Alexandria ganó el Campeonato femenino de ajedrez de la Unión Soviética tres veces, en 1966, 1968 y 1969. Alexandria obtuvo la Orden de la Insignia de Honor en 1971.

## Carrera de ajedrez
Alexandria fue entrenada por Vakhtang Karseladze, Bukhuti Gurgenidze y Mark Dvoretski.
Aprendió a jugar al ajedrez cuando tenía cuatro años. Alexandria comenzó a asistir a la Escuela de Ajedrez V. Karseladze cuando tenía diez años. Seis meses después, se convirtió en la Campeona Femenina Juvenil de Tiflis.
Alexandria, entonces de 17 años, se convirtió en la campeona más joven del Campeonato femenino de ajedrez de la Unión Soviética en 1966, campeonato que volvería a ganar en 1968 y 1969.
Alexandria terminó segunda en el Campeonato Mundial Femenino de Ajedrez de 1975 y 1981. Fue derrotada por Nona Gaprindashvili en 1975. En 1981, empató con Maia Chiburdanidze, quien retuvo su título de campeona.
Alexandria representó a la Unión Soviética en las Olimpiadas de Ajedrez Femenina de 1969, 1974, 1978, 1980, 1982 y 1986. Terminando en primer lugar en la categoría por equipos en todas sus participaciones. Alexandria terminó en primer lugar en la categoría individual en 1969, 1974, 1978 y 1982. Alexandria terminó 23 en 1980 y cuarta en 1986.
En 1966, la FIDE le otorgó el título de Maestra Internacional Femenina, y en 1976, recibió el título de Gran Maestra Femenina.
En 1971, Alexandria recibió la Orden de la Insignia de Honor por sus destacados logros en el ajedrez.
De 1986 a 2001, fue presidenta de la Comisión Femenina de la FIDE, abogó e implementó reformas destinadas a lograr la igualdad en el reconocimiento y los privilegios para hombres y mujeres ajedrecistas.
Alexandria recibió el título de Árbitro Internacional en 1995.

## Vida personal
Alexandria estaba casada con el arquitecto Levan Bokeria y es madre del exviceministro de Relaciones Exteriores de Georgia Giga Bokeria. Levan Bokeria murió el 7 de julio de 2021.
Alexandria apareció junto a Nona Gaprindashvili, Maia Chiburdanidze y Nana Ioseliani en el documental Glory to the Queen en 2020.